# Dutch Junior Open 2013

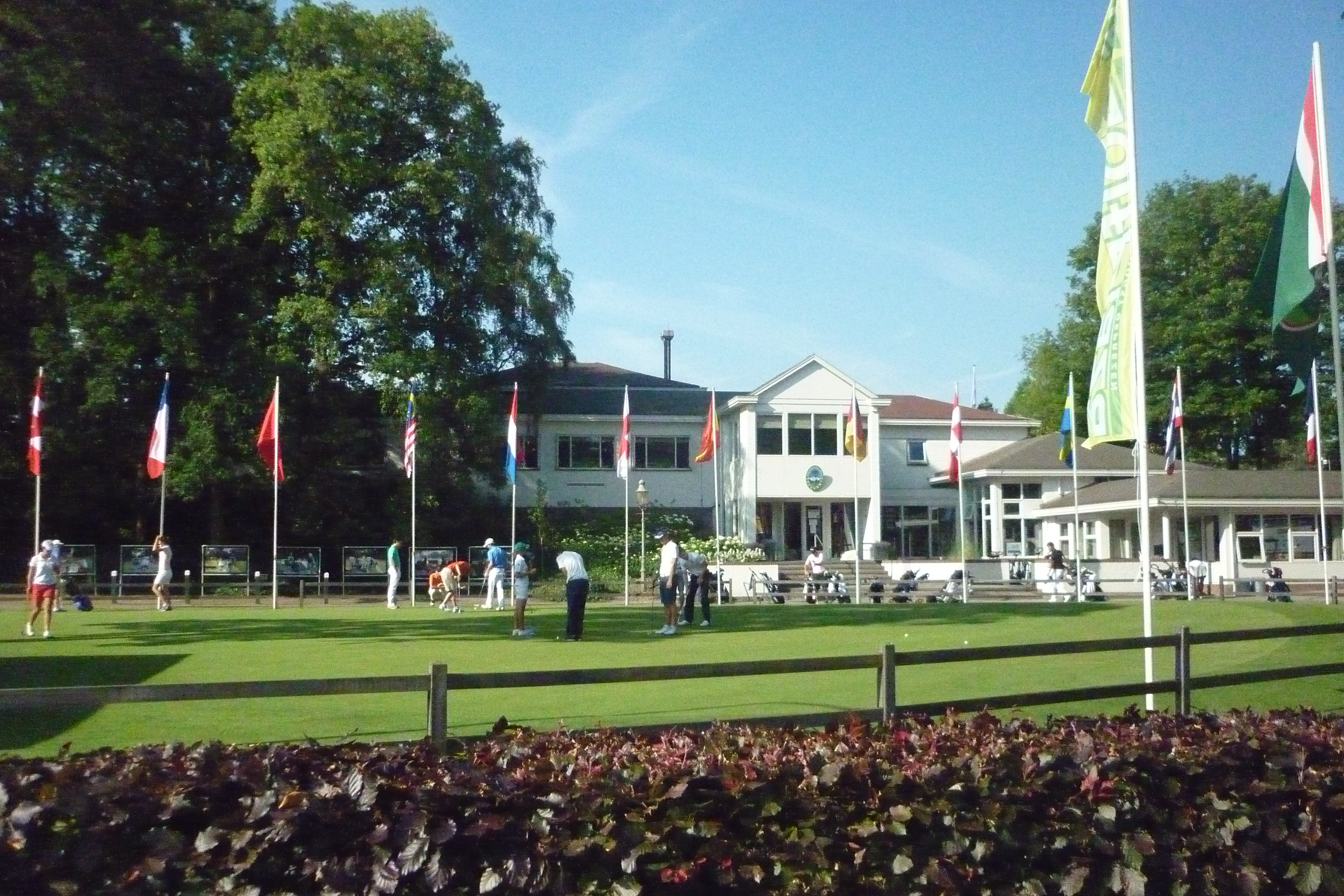
Clubhuis Toxandria in Molenschot

Het PON Cat Dutch Junior Open van 2013 wordt gespeeld van 17-20 juli op de Noord-Brabantsche Golfclub Toxandria, net als voorgaande jaren.
Dit is het belangrijkste jeugdtoernooi in Nederland. De winnaar van de jongens krijgt een wildcard voor het KLM Open dat in september wordt gespeeld. De winnares van de meisjes krijgt een wildcard voor het volgende Deloitte Dutch Ladies Open dat in 2014 weer op The International Amsterdam wordt gespeeld. De spelers spelen niet alleen voor zichzelf maar ook voor hun landenteam, waarbij de beste drie scores van het land meetellen.
Van de voormalige winnaars zijn aanwezig Michael Kraaij (2007), Joe Dean (2012) en Lauren Taylor (2011-2012).

## Verslag
Woensdag startte het toernooi met 120 deelnemers, 81 jongens en 39 meisjes. Hoewel de jongens en meisjes ieder voor een eigen prijs spelen, worden de flights gemengd. De meeste flights bestaan uit twee jongens en een meisje. Er zijn 8 deelnemers uit België en 36 uit Nederland.
De par van de baan is 72. De eerste speler die een hole-in-one maakt krijgt een Gazelle mountainbike.
Ronde 1

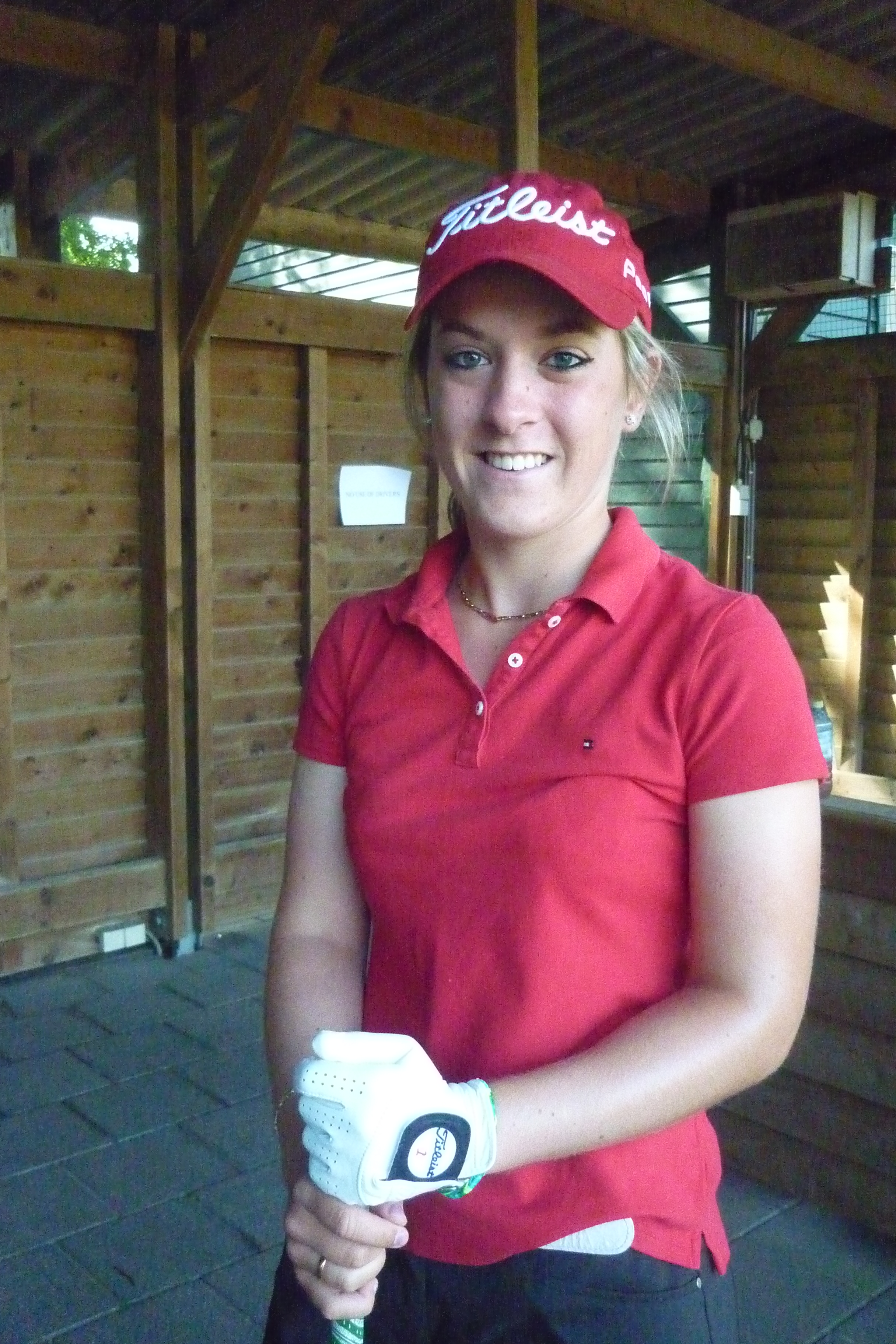
Lauren Taylor
winnares 2011, '12 en '13

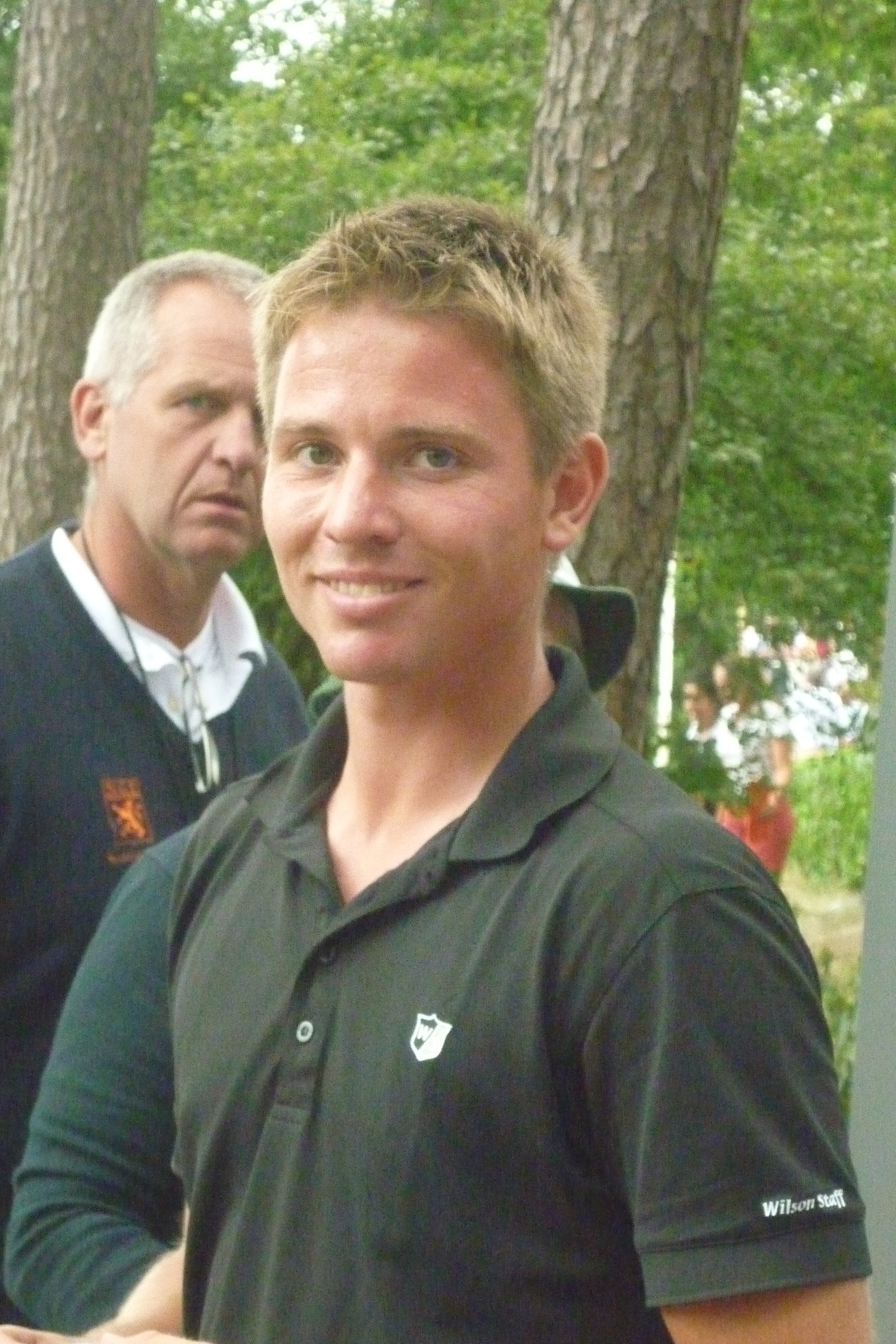
Michael Kraaij
winnaar 2013

Er bleven 20 jongens en 7 meisjes onder par. Max Ropinski, titelverdediger Joe Dean en Anne van Dam namen de leiding met -5. 

Ronde 2
In ronde 2 bleven 24 spelers onder par. De beste ronde was van Michael Kraaij, die met -5 Joe Dean voorbij ging en naar de eerste plaats steeg. 

Tijdens de eerste twee dagen werden 9 eagles gemaakt, 5 bij de jongens en 4 bij de meisjes. Harry Casey, Yannick Gumowski en Peter Melching maakten een eagle op hole 14 en Mathieu Decottignies-Lafon en Jeroen Krietemeijer op hole 2. Budsabakorn Sukapan maakte in ronde 1 een eagle op hole 8 en in ronde 2 op hole 2 en 8. Charlotte Puts maakte een eagle op hole 17. 

Ronde 3
Lauren Taylor scoorde wederom onder par en ging aan de leiding. Het baanrecord van Christel Boeljon werd bijna verbroken door Marit Harryman met een ronde van 66 (-6). Ze steeg daarmee naar de 4de plaats.

Michael Kraaij kwam op -14. Joe Dean kwam met -8 op de 2de plaats, Dean kwam met -7 op de 3de plaats.
Ronde 4
De beste helft van de spelers mag de 4de ronde spelen. 

Om 11.40 uur sloegen Lauren Taylor, Anne van Dam en Budsabakorn Sukapan. Marit Harryman had een goede start met een eagle op hole 2 en een birdie op hole 4 en eindigde mooi op de 2de plaats met Anne van Dam. Lauren Taylor won het toernooi voor de derde keer. In totaal eindigden vier meisjes onder par.

Om 12.20 uur sloegen Michael Kraaij, Joe Dean en Harry Casey. Michael Kraaij begon met een voorsprong van zes slagen op de titelverdediger en zeven slagen op Harry Casey. Na negen holes stond Kraaij +3 en Dean en Casey op -2. Dean maakte daarna nog drie bogeys en werd 3de, maar Kraaij eindigde met dezelfde score als Casey en dus volgde er een play-off op de laatste hole. Deze werd door Kraaij gewonnen.
| Naam                | Score R1 | Score R1 | Nr      | Score R2 | Score R2 | Totaal  | Nr      | Score R3 | Score R3 | Totaal  | Nr      | Score R4 | Score R4 | Totaal  | Nr      |
| Jongens             | Jongens  | Jongens  | Jongens | Jongens  | Jongens  | Jongens | Jongens | Jongens  | Jongens  | Jongens | Jongens | Jongens  | Jongens  | Jongens | Jongens |
| ------------------- | -------- | -------- | ------- | -------- | -------- | ------- | ------- | -------- | -------- | ------- | ------- | -------- | -------- | ------- | ------- |
| Michael Kraaij      | 68       | -4       | T3      | 67       | -5       | -9      | 1       | 67       | -5       | -14     | 1       | 75       | +3       | -11     | 1       |
| Harry Casey         | 68       | -4       | T3      | 73       | +1       | -3      | T6      | 68       | -4       | -7      | 3       | 68       | -4       | -11     | 2       |
| Joe Dean            | 67       | -5       | T1      | 70       | -2       | -7      | 2       | 71       | -1       | -8      | 2       | 73       | +1       | -7      | 3       |
| Jack Cardy          | 69       | -3       | T5      | 70       | -2       | -5      | 3       | 72       | par      | -5      | 4       | 71       | -1       | -5      | T4      |
| Rowin Caron         | 69       | -3       | T5      | 71       | -1       | -4      | T4      | 73       | +1       | -3      | T5      | 72       | par      | -3      | T7      |
| Max Ropinski        | 67       | -5       | T1      | 73       | +1       | -4      | T4      | 78       | +6       | +2      | T19     | 73       | +1       | +3      | T18     |
| Meisjes             |          |          |         |          |          |         |         |          |          |         |         |          |          |         |         |
| Lauren Taylor       | 71       | -1       | T5      | 69       | -3       | -4      | 3       | 71       | -1       | -5      | 1       | 69       | -3       | -8      | 1       |
| Anne van Dam        | 67       | -5       | 1       | 70       | -2       | -7      | 1       | 75       | +3       | -4      | 2       | 70       | -2       | -6      | T2      |
| Marit Harryman      | 73       | +1       | T11     | 75       | +3       | +4      |         | 66       | -6       | -2      | 4       | 68       | -4       | -6      | T2      |
| Budsabakorn Sukapan | 70       | -2       | T3      | 68       | -4       | -6      | 2       | 75       | +3       | -3      | 3       | 75       | +3       | par     | T5      |
| Sonia Sanchez       | 70       | -2       | T3      | 71       | -1       | -3      | 4       | 74       | +2       | -1      | 5       | 80       | +8       | +7      | T10     |
| Andrea Jonama       | 68       | -4       | 2       | 74       | +2       | -2      | 5       | 79       | +7       | +5      | T11     | 78       | +6       | +11     | 15      |

| Leider |  | Toernooirecord |  | MC = missed cut = cut gemist |  | DQ = disqualified |